# Cardiophorus kryzhanovskyi
Cardiophorus kryzhanovskyi là một loài bọ cánh cứng trong họ Elateridae. Loài này được Dolin & Chantladze miêu tả khoa học năm 1980.